# Podagrion jayensis
Podagrion jayensis är en stekelart som beskrevs av T.C. Narendran och Sudheer 2004. Podagrion jayensis ingår i släktet Podagrion och familjen gallglanssteklar. Inga underarter finns listade i Catalogue of Life.